# Dexosarcophaga pusilla
Dexosarcophaga pusilla är en tvåvingeart som beskrevs av Guilherme A.M.Lopes 1975. Dexosarcophaga pusilla ingår i släktet Dexosarcophaga och familjen köttflugor. Inga underarter finns listade i Catalogue of Life.